# 로스앤젤레스 현대미술관

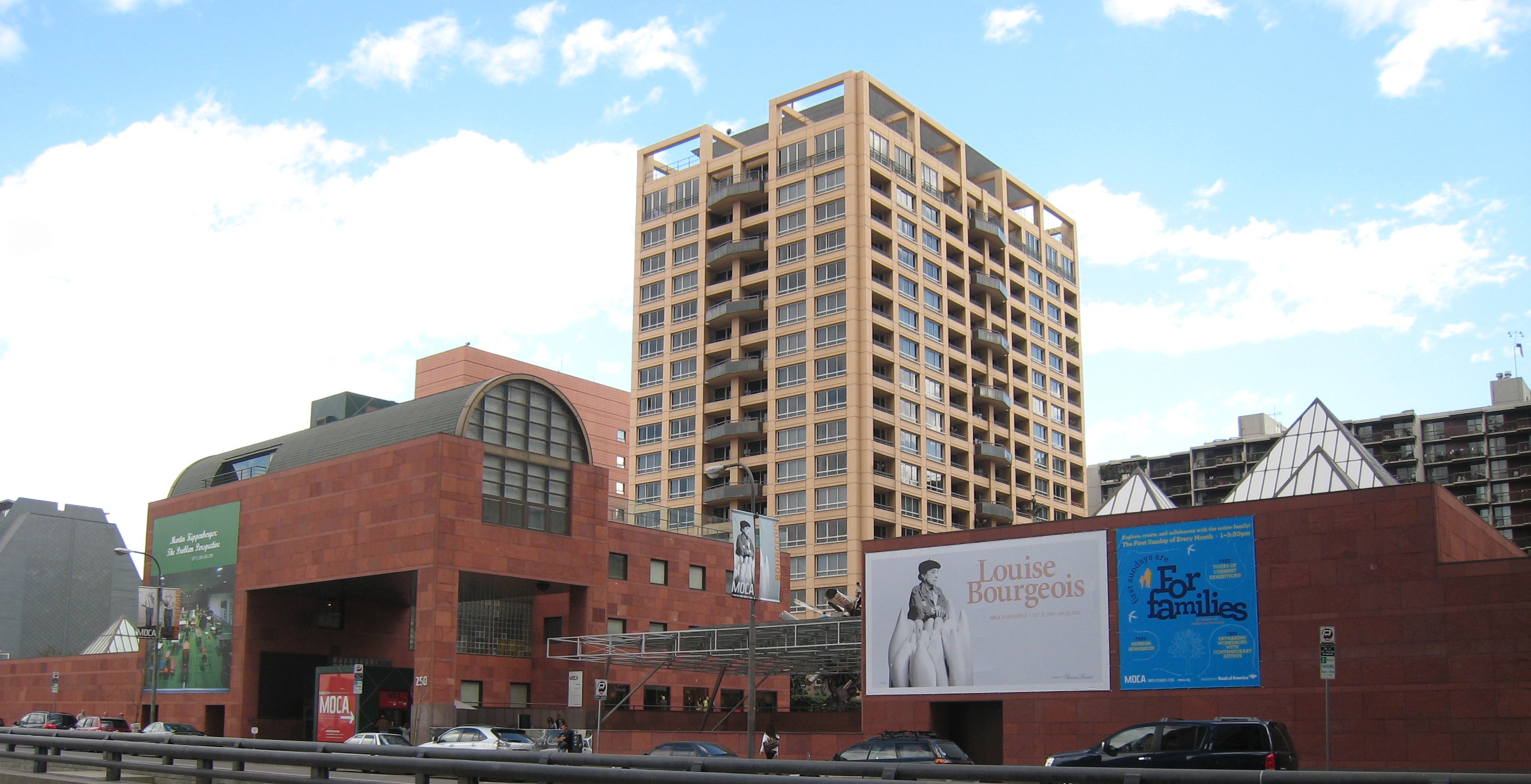
로스앤젤레스 현대미술관

로스앤젤레스 현대미술관  (Museum of Contemporary Art, Los Angeles,약칭MOCA) 은 미국 캘리포니아주 로스앤젤레스에 있는 근대 및 현대 미술 전문 미술관이다.
다운타운의 그랜드 애비뉴 (Grand Avenue)에 본관이 위치하고 있고, 리틀 도쿄에 있는 "게핀 컨템퍼러리 앗트 MOCA" (구"템퍼러리 컨템퍼러리"), 웨스트 할리우드에 있는 " 퍼시픽 디자인센터", 합계 3개 건물이 있다.
1974년에 후원자들의 기부로 창립되었고, 1979년에 당시 시장이었던 톰 브래들리 (Tom Bradley)가 미술관 설립 준비 위원회를 설치했다.
1983년에는 캐나다 출신인 건축가 프랭크 게리 (Frank Owen Gehry)가 설계를 맡은 "템퍼러리 컨템퍼러리" (현 게핀 컨템퍼러리)가 오픈되었다.
1988년, 일본 건축가 이소자키 신 (磯崎 新)가 설계한 신관에서 MOCA가 본격적으로 시작되었다. 1996년에는 음반제작으로 부자가 된 다비드 게핀(David Geffen)이 500만달러를 기부해서 "템퍼러리 컨템퍼러리"의 보수공사를 실현시켰고, "게핀 컨템퍼러리 앗트 MOCA" 로 개칭되었다.